# Opera Mobile Store
Opera Mobile Store — кроссплатформенный магазин мобильных приложений для владельцев мобильных телефонов, а также система цифровой дистрибуции для более чем 40 000 разработчиков мобильных приложений. Компания Opera Software, производитель браузеров Opera, Opera Mobile и Opera Mini, открыла проект в марте 2011 года. 19 сентября 2011 года, после приобретения компании Handster Inc., Opera Mobile Store был перезапущен на новой платформе. Сервис позволяет пользователям скачивать мобильные приложения для более 7000 моделей мобильных устройств на платформах Android, Java, BlackBerry OS, Symbian, Windows Mobile и iOS.
По данным на август 2011 года пользователи Opera Mobile Store загружают более 1 миллиона приложений в день. Магазин доступен по клику на логотип Opera Mobile Store, размещенный на стартовой странице и экспресс-панели браузеров Opera Mini и Opera Mobile, которые установлены на более чем 100 миллионах гаджетов в мире, а также через браузер мобильного телефона или компьютера по адресу http://apps.opera.com/ Архивировано 19 января 2013 года. — Opera Mobile Store затем переносит пользователя на локализованный для конкретной страны магазин приложений.
Более 86 % Android-приложений и игр для мобильных устройств на Opera Mobile Store бесплатны. Среднее соотношение бесплатных к платным приложениям по всем платформам: 70 % и 30 % соответственно. Приложения систематизированы по 14 категориям, в том числе: игры, бизнес-приложения, социальные медиа, электронные книги и другие.

## Количество загруженных пользователями приложений
На ноябрь 2014 года Opera Mobile Store предоставлял доступ к почти 300 000 приложений. Посещаемость стора на 4 квартал 2013 года составляла 75 000 000 пользователей в месяц.
Как указано в официальном пресс-релизе Opera Software, на 27 февраля 2012 года Opera Mobile Store ежемесячно посещали более 30 миллионов пользователей, которые скачивают более 45 миллионов приложений в месяц.

### Самые популярные приложения
Списки топ-100 популярных приложений составляются на основании популярности приложений среди пользователей Opera Mobile Store отдельно для каждой страны. Списки делятся на 14 категорий: от бизнес-приложений до игр, — отдельно для каждой из платформ, поддерживаемых Opera Mobile Store.

#### Топ-20 самых популярных платных и бесплатных приложений по всем странам, платформам и категориям(данные на декабрь 2012)[6]
| позиция | приложение           |
| ------- | -------------------- |
| 1       | Skype                |
| 2       | Angry Birds          |
| 3       | Cut the Rope         |
| 4       | Opera Mini           |
| 5       | Друг Вокруг          |
| 6       | Twitter              |
| 7       | Fruit Ninja          |
| 8       | Evernote             |
| 9       | eBuddy               |
| 10      | Nimbuzz Messenger    |
| 11      | Super Zuma           |
| 12      | Farm Frenzy          |
| 13      | Wiki Encyclopedia    |
| 14      | Need for Speed       |
| 15      | Hollywood Hospital 2 |
| 16      | Words with Friends   |
| 17      | Contract Killer HD   |
| 18      | ICQ                  |
| 19      | Doodle Jump          |
| 20      | Lokata               |

## Рейтинг приложений
На данный момент, Opera Mobile Store не присваивает приложениям рейтинг — обслуживающая OMS команда либо принимает поданное на рассмотрение приложение, либо отклоняет его, основываясь на приемлемости приложения для широкой аудитории, не принимая в магазин приложения с содержанием сомнительного характера (Opera Mobile Store не принимает приложения, содержащие контент для взрослых).

## Процесс подачи приложения
На начало марта 2021, регистрация девелоперов и публикация приложений в Opera Mobile Store бесплатны. По соглашению с Opera Software разработчик получает 30 % чистой прибыли от продажи платного приложения для платформы Android, размещенного в магазине. Из доходов вычитаются налоги, транзакционные издержки и плата партнерам. Магазин не обязан выплачивать суммы менее 200$, пока сумма на счете не накопится до 200$, разработчик не получит свои деньги, проценты на сумму начисляться не будут.

## Процесс подтверждения приложения
В процессе публикации все приложения проходят премодерацию. Команда Opera Mobile Store тестирует приложение на базовую функциональность на всех платформах и устройствах, заявленных разработчиком в процессе подачи заявки.

## Конкурс «Opera Top App Awards»
Каждый год Opera Mobile Store проводит конкурс среди разработчиков приложений — Top Apps Awards. Приложения-победители в каждой категории и определяются голосованием пользователей Opera Mobile Store. Победители для каждой из представленных в магазине платформ определяются отдельно.

## Схожие сервисы
- Amazon Appstore
- Apple App Store
- BlackBerry App World
- Google Play
- Ovi Store
- PlayStation Store
- Samsung Apps
- Windows Phone Store